# Gainbridge Fieldhouse
El Gainbridge Fieldhouse antes llamado Bankers Life Fieldhouse es un pabellón deportivo situado en Indianápolis, Indiana. Es la sede de los Indiana Pacers de la NBA y de Indiana Fever de la WNBA. Indiana Ice, de la USHL, también utilizó el Conseco Fieldhouse algunos partidos como local. Desde 2001 hasta 2004 también jugaron allí los Indiana Firebirds de la AFL. Normalmente, el recinto también sirve muy a menudo para acoger conciertos.

## Historia
El nombre de Bankers Life Fieldhouse procede de su patrocinador y dicho pabellón reemplazó el 6 de noviembre de 1999 al Market Square Arena como cancha de los Pacers. El estadio se llamó originalmente Conseco Fieldhouse, ya que los derechos de denominación del lugar se vendieron a Conseco, una organización de servicios financieros con sede en la cercana Carmel. En mayo de 2010, la empresa cambió su nombre a CNO Financial Group, pero el estadio mantuvo el nombre de Conseco. La opinión generalizada respecto a este Conseco es que es uno de los pabellones más impresionantes y bonitos de la liga, llamando especialmente la atención el uso y combinación que hacen de lo moderno y lo retro para darle un acabado único en una ciudad que vive para el baloncesto como es Indianápolis.
En 2002, el CNO Financial Group fue, junto con el RCA Dome, sede del Mundial de baloncesto de 2002. También ha servido para acoger tres campeonatos de la Big Ten Conference (2002, 2004, 2006) y lo hará durante 5 años consecutivos a partir de 2008 tras superar en la candidatura al United Center de Chicago. Allí, se celebró además el Campeonato Mundial de Natación en Piscina Corta de 2004. El 11 de octubre de 2004, instauró un récord de asistencia a una competición de natación en Estados Unidos con 11 488 espectadores.
En diciembre de 2011, CNO Financial Group cambió el nombre del estadio a filial de CNO Bankers Life and Casualty Co., en honor a una de sus subsidiarias, Bankers Life and Casualty.  CNO decidió no renovar su patrocinio de denominación después de que expirara el 30 de junio de 2019. El 27 de septiembre de 2021, el estadio anunció que la plataforma financiera Gainbridge, con sede en Indianápolis, sería el nuevo socio de denominación del estadio en una asociación de varios años.
La WCW ha acogido el evento PPV Sin (2001). También albergó muchos eventos PPV como The Great American Bash (2006), SummerSlam (2008), Survivor Series (2012), y Clash of Champions (2016), y más recientemente Fastlane  el 7 de octubre de 2023.
El estadio es conocido por ser la ubicación de muchos momentos históricos para el grupo de lucha libre profesional The Shield, que debutó el 18 de noviembre de 2012 en Survivor Series, se separó en el episodio del 2 de junio de 2014 de WWE Raw  y se reunió en el episodio del 9 de octubre de 2017 de WWE Raw.
En abril de 2019, la Junta de Mejoras de Capital del Condado de Marion aprobó un importante proyecto de renovación para el pabellón. El proyecto de 360 millones de dólares incluirá una nueva plaza de entrada al aire libre, nuevas áreas de reunión en el interior y varias mejoras interiores. Los Pacers se comprometieron a permanecer en Indianápolis durante al menos 25 años más como parte del acuerdo de renovación. La construcción se llevará a cabo en dos fases, y el pabellón había planeado albergar el All-Star Game de la NBA de 2021 entre las fases, que luego se canceló debido a la pandemia de COVID-19. Casi todo el trabajo de construcción se llevó a cabo durante las temporadas bajas de los Pacers. El proyecto desplazó a las Fever durante todas las temporadas 2020 y 2021 de la WNBA, así como parte de la temporada 2022; para 2022, las Fever jugaron la primera sección del calendario en Gainbridge Fieldhouse, pero después de que terminó la temporada de la NBA, las Fever jugaron partidos en el Indiana Farmers Coliseum.
El estadio se construyó para evocar un estadio de fútbol de una escuela secundaria o universidad de Indiana. Por ello, a diferencia de la mayoría de los demás estadios deportivos de Norteamérica, se diseñó principalmente para el baloncesto. El estadio puede albergar una pista del tamaño de la NHL, pero la capacidad de asientos para hockey sobre hielo se reduce a 12.300 en una configuración asimétrica.

## Premios
En 2005, 2006 y 2007 el Bankers Life Fieldhouse fue clasificado como el mejor pabellón en la NBA según Sports Business Journal/Sports Business Daily Reader Survey. En 2006 The Ultimate Sports Road Trip colocó al Conseco Fieldhouse como uno de los mejores 4 recintos deportivos. "The Ultimate Sports Road Trip" concluyó recientemente que, tras una evaluación de las 122 franquicias en los 4 grandes deportes americanos, el Conseco Fieldhouse era "lo mejor de lo mejor" (best of the best), todo lo que tiene el pabellón es de primera categoría, es un recinto único en una ciudad brillante, según palabras de Farrell y Kulyk.

## Galería

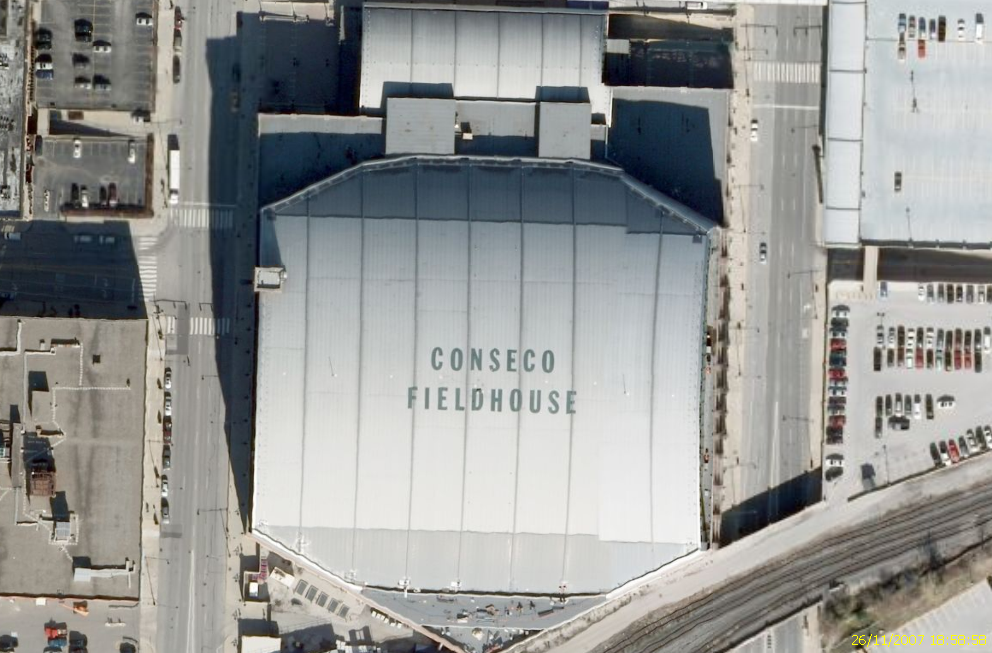
Vista cenital
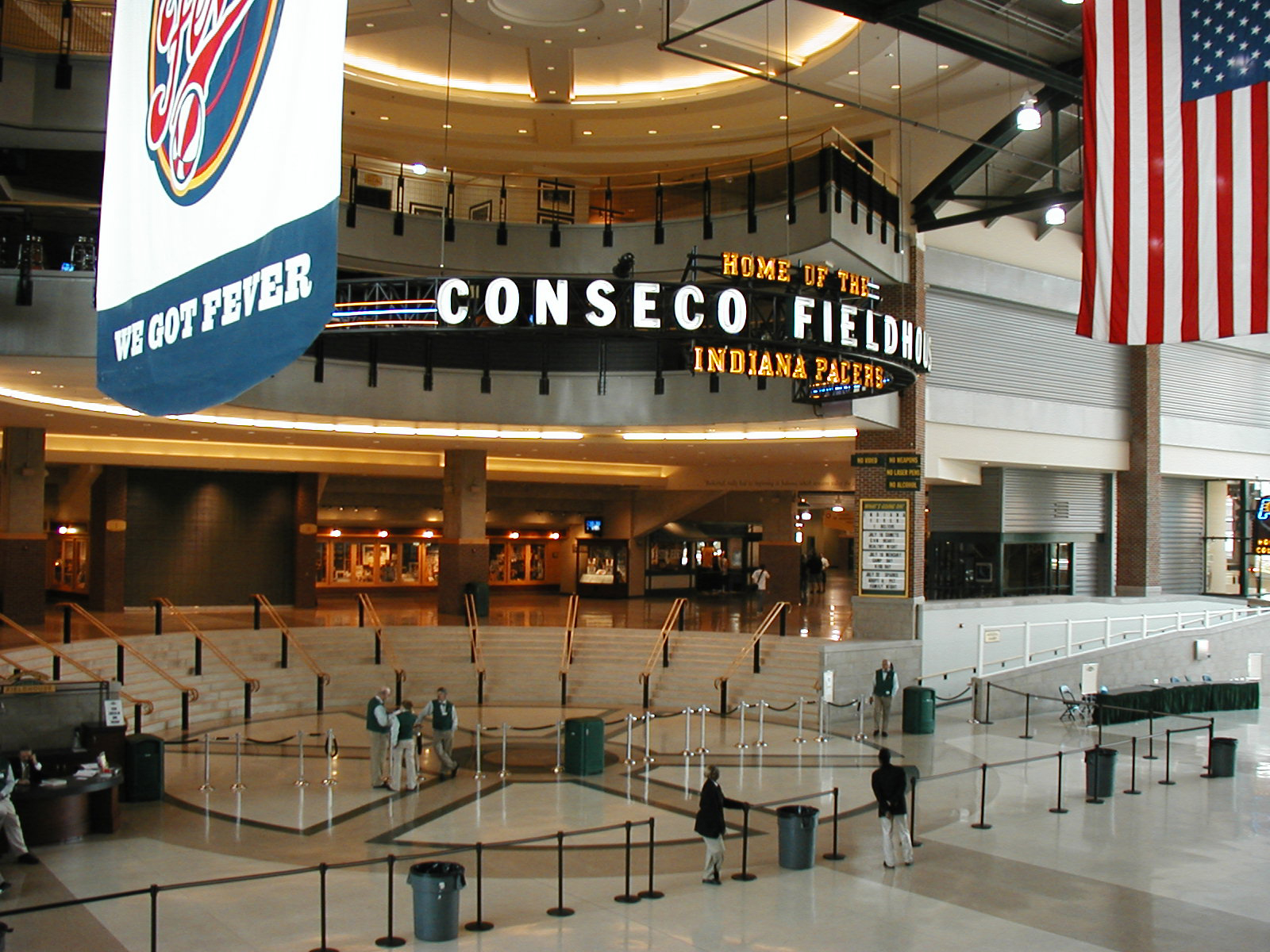
Vista interior del pabellón
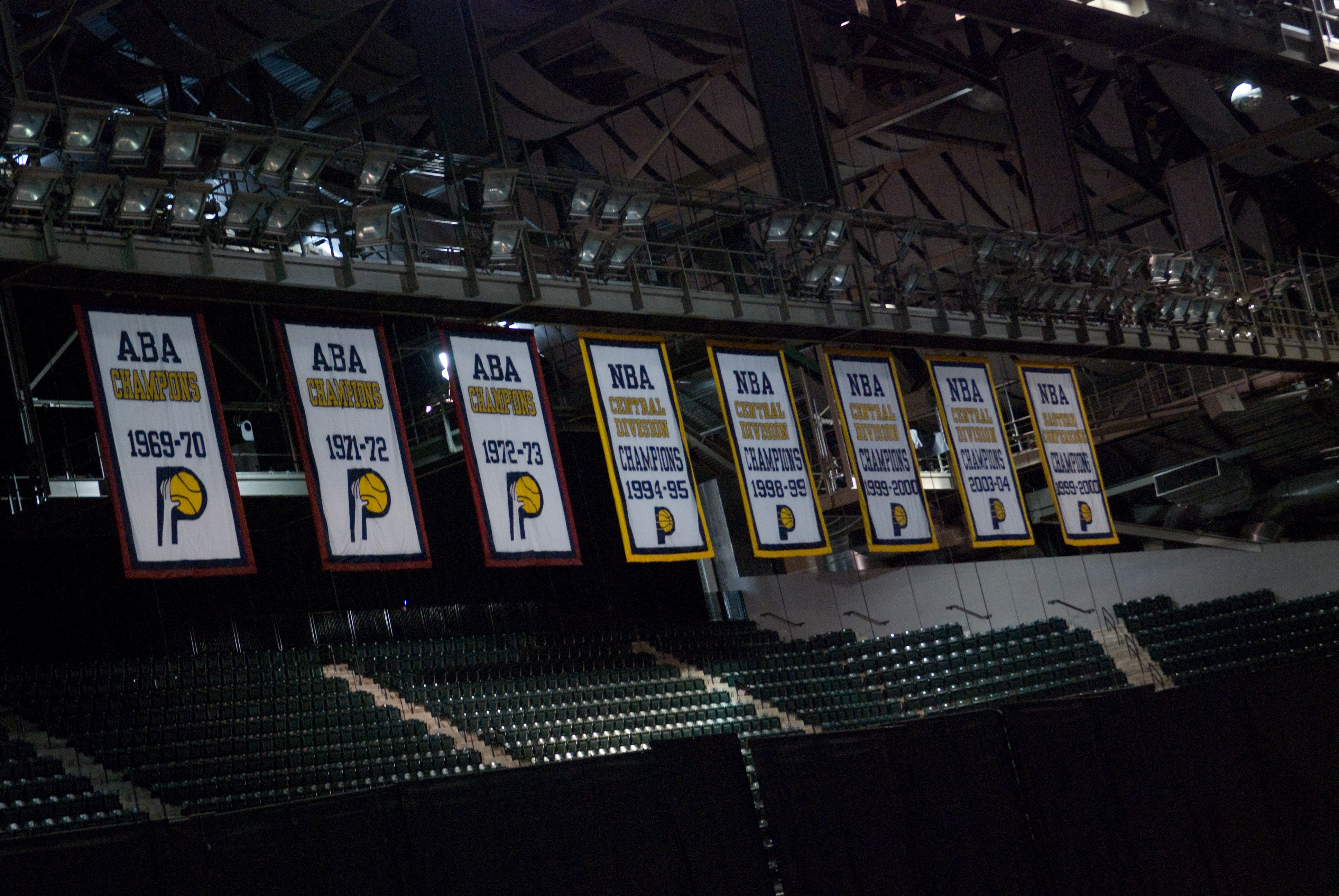
Banderolas de los Indiana Pacers